# Axel Paulsen
Axel Rudolf Paulsen (18. juli 1855 i Kristiania - 9. februar 1938) var en norsk skøjteløber og kunstskøjteløber. Han fandt på kunstskøjteløbhoppet axelhoppet, som er opkaldt efter ham. Paulsen var en af Norges første idrætsstjerner og folkehelt.